# Johanna Domokos
Johanna Domokos (* 28. August 1970 in Sovata, Sozialistische Republik Rumänien) ist eine Literatur- und Sprachwissenschaftlerin, Hochschullehrerin sowie mehrsprachige Autorin, Übersetzerin und Literaturvermittlerin aus Werther (Westf.).

## Leben
Domokos wurde 1970 in Rumänien geboren und wuchs dort mit Ungarisch als Muttersprache auf. Sie studierte u. a. an der Babeș-Bolyai-Universität Cluj und der Attila József Universität, wo sie 1994 als Master in Finnougristik, Hungarologie und Anglistik examiniert wurde. An derselben Universität verteidigte sie ihre Dissertation zum Thema „Semiotische Analyse des Übersetzungsprozesses am Beispiel der samischen Dichtung“ (ungarisch A lapp költészet fordítás-szemiotikai elemzése) 1999. Von der Technischen Universität Berlin erhielt sie 2000 einen zweiten Masterabschluss in Semiotik. 2011 hat sie sich an der Eötvös-Loránd-Universität habilitiert, mit Venia Legendi in Finnougristik.
Domokos ist Associate Professor an der Károli-Gáspár-Universität der Reformierten Kirche. Frühere Stellen als Wissenschaftlerin hatte sie an der UCLA und der Universität Bielefeld.
Sie ist verheiratet mit dem Mathematiker und Computerlinguisten Marcus Kracht, hat drei Kinder und lebt in Werther (Westf.).

## Werk
Als Lyrikerin debütierte Domokos 1994 mit dem Gedichtband Prélude auf Ungarisch. Als Wissenschaftlerin ist Domokos v. a. mit ihren Arbeiten zur Literatur von sprachlichen Minderheiten bekannt und hat zum Thema eine Reihe von Aufsätzen und Monographien veröffentlicht. Ihre Übersetzung von Nils-Aslak Valkeapääs Gedichtband Beaivi áhčážan ins Ungarische – die erste Übersetzung dieses Buches überhaupt – motivierte sie zur Forschung über die „Übersetzbarkeit samischer Poesie“. Später hat sie weitere literarische Texte von samischen Autoren sowie Sachprosa über Sápmi übersetzt, teilweise gemeinsam mit ihren Studenten an der Universität Bielefeld. Neben der internationalen Vermittlung von samischer Literatur arbeitet Domokos auch gemeinsam mit Autoren aus anderen Minderheiten- oder Einwanderersprachen, in Deutschland z. B. mit Tzveta Sofronieva und Rajvinder Singh.

## Veröffentlichungen (Auswahl)

### Herausgaben und Monographien
- Johanna Domokos: A lapp (számi) költészet fordíthatóságáról. In: Finnugor Füzetek. Band 15, 2000, ISBN 963-463-459-1, ISSN 1219-9249 (ungarisch, core.ac.uk [PDF]).
- Johanna Domokos: Sámi cultural and intercultural conjunctions. In: Specimina Fennica. Band 16. NYME SEK Uralisztikai Tanszék, 2011, ISSN 0865-7513 (englisch).
- Multilingualism and multiculturalism in Finno-Ugric Literatures. In: Johanna Domokos, Johanna Laakso (Hrsg.): Finno-Ugrian Studies in Austria. Band 8. Lit Verlag, Wien 2012, ISBN 978-3-643-90162-0 (englisch).
- Johanna Domokos: Endangered literature : Essays on translingualism, interculturality, and vulnerability. L’Harmattan, 2018, ISBN 978-2-343-15051-2.
- Johanna Domokos, Michael Rießler, Christine Schlosser (Hrsg.): Worte verschwinden / fliegen / zum blauen Licht : samische Lyrik von Joik bis Rap. Albert-Ludwigs-Universität Freiburg, Freiburg 2019, ISBN 978-3-9816835-3-0, S. 425–446 (nordsamisch, deutsch, finnisch, norwegisch, schwedisch, russisch, englisch).
- Multilingualism and Multiculturalism in Finno-Ugric Literatures 2. In: Johanna Domokos, Johanna Laakso (Hrsg.): Finno-Ugrian Studies in Austria. Band 9. Lit Verlag, Wien 2020, ISBN 978-3-643-91001-1 (englisch).
- Tzveta Sofronieva: Anthroposzene. Hrsg.: Johanna Domokos. hochroth, Bielefeld 2017, ISBN 978-3-902871-98-5.

### Literarische Texte
- 1994 Prélude. Szeged (ungarisch)
- 1998 Zárt kánon. Marosvásárhely, ISBN 973-9263-63-1 (ungarisch)
- 2001 Napút – Sonnenreise. dt. Übersetzung Irene Rübberdt, Marosvásárhely (ungarisch-deutsch)
- 2004 Vörös Er(d)ő – Re(a)d Forest – Roter Wald. en. Übers. Michael Heimés, dt. Übers. Christine Schlosser, Helsinki (ungarisch-englisch-deutsch, https://mek.oszk.hu/03200/03280/03280.pdf [PDF])
- 2008 Kísérlet valahol. Budapest (ungarisch)
- 2009 Az égsátor története – Die Geschichte des Himmelszeltes. dt. Übers. Christine Schlosser, Kolozsvár, ISBN 978-973-165-030-2 (ungarisch-deutsch)
- 2012 Exil(e), Elixír(e). Berlin: Verlag Hans Schiler, ISBN 978-3-89930-351-3 (englisch-deutsch-ungarisch)
- 2016 KataStrophe. (deutsch)
- 2016 W Punkt : Brief Roman. Chemnitz: Eichenspinner Verlag, ISBN 978-3-939927-10-5 (deutsch)
- 2018 Revolver. Győr, ISBN 978-615-5379-28-4 (ungarisch)

### Literarische Übersetzungen
- 1987 Nils-Aslak Valkeapää: Nap, Édesapám. (aus dem Nordsamischen ins Ungarische)
- 2006 Lauri Otonkoski: Tengervízégből lehulló angyalok. (aus dem Finnischen ins Ungarische)
- 2007 Kirsti Paltto: A csengő. (aus dem Nordsamischen ins Ungarische)
- 2009 Inger-Mari Aikio-Arianaick: Számi ima. (aus dem Nordsamischen ins Ungarische)
- 2009 Inger-Mari Aikio-Arianaick: Lebensrad. (aus dem Nordsamischen ins Deutsche, zus. mit Christine Schlosser)
- 2014 Nils-Aslak Valkeapää: Grüße aus Lappland. (aus dem Englischen und Norwegischen, zus. mit Gruppe Bie)
- 2014 Rauni Magga Lukkari, Inger-Mari Aikio-Arianaick: Erbmütter – Welttöchter. (aus dem Nordsamischen ins Deutsche, zus. mit Christine Schlosser), Chemnitz: Eichenspinner Verlag, ISBN 978-3-939927-09-9
- 2014 Nils-Aslak Valkeapää: Grüße aus Lappland. (aus dem Englischen und Norwegischen, zus. mit Gruppe Bie)
- 2016 Inger-Mari Aikio: Die Sonne leckt Sahne. (aus dem Nordsamischen ins Deutsche, zus. mit Gruppe Bie)
- 2016 Sara Margrethe Oskal: Voll die Rasselbande. (aus dem Nordsamischen ins Deutsche, zus. mit Gruppe Bie)
- 2017 Rauni Magga Lukkari, Inger-Mari Aikio: Örökanyák—Világlányok. (aus dem Nordsamischen ins Ungarische, zus. mit Petra Németh)
- 2017 Rajvinder Singh: Hat szemmel. (aus dem Deutschen ins Ungarische, zus. mit Katalin Tibold) Budapest: L’Harmattan, ISBN 978-963-236-888-7
- 2018 Inger-Mari Aikio: Sahne für die Sonne – Cream for the sun. (aus dem Nordsamischen ins Deutsche und Englische, zus. mit Georgina Willms, Anna Lenz, Gruppe Bie) Berlin: Verlag Hans Schiler, ISBN 978-3-89930-066-6